# Sanand
Sanand è una suddivisione dell'India, classificata come municipality, di 32.348 abitanti, situata nel distretto di Ahmedabad, nello stato federato del Gujarat. In base al numero di abitanti la città rientra nella classe III (da 20.000 a 49.999 persone).

## Geografia fisica
La città è situata a 22° 58' 60 N e 72° 22' 60 E e ha un'altitudine di 37 m s.l.m..

## Società

### Evoluzione demografica
Al censimento del 2001 la popolazione di Sanand assommava a 32.348 persone, delle quali 17.175 maschi e 15.173 femmine. I bambini di età inferiore o uguale ai sei anni assommavano a 4.106, dei quali 2.264 maschi e 1.842 femmine. Infine, coloro che erano in grado di saper almeno leggere e scrivere erano 23.367, dei quali 13.494 maschi e 9.873 femmine.